# Vanity Fair (британский журнал)
Vanity Fair («Ярмарка тщеславия») — еженедельный журнал, издававшийся в Великобритании с 1868 по 1914 годы. Наиболее известен благодаря сериям цветных карикатур, опубликованных в нём.

## История
Журнал был основан в 1868 году Томасом Боулзом, желавшим осветить широкие аспекты жизни викторианского общества. Первый выпуск журнала был напечатан 7 ноября 1868 года. Читатели нашли в нём статьи о тогдашней моде, новости жизни и театра, описание книжных новинок, свежие скандалы и тому подобное. Поначалу многие материалы писал сам Боулз, использовавший различные псевдонимы, однако в числе авторов со временем появились и такие люди, как Льюис Кэрролл, Пэлем Грэнвил Вудхауз, Адриано Чечони и другие.
В 1911 году журнал испытывал финансовые трудности, и его тогдашний владелец Фрэнк Харрис (англ.  Frank Harris) продал его Томасу Аллинсону (англ. Thomas Allinson), желавшему возродить издание. Попытка не удалась, и последний номер журнала вышел в печать 5 февраля 1914 года, после чего журнал объединили с изданием Hearth and Home.

## Карикатуры
В большинстве номеров имелась цветная литография с карикатурой на известного человека или злободневное событие. За всё время было выпущено более двух сотен карикатур, составивших культурное наследие журнала. Карикатуры создавались многонациональным коллективом авторов. Среди них: Макс Бирбом, Карло Пеллегрини, Мелькьорре Де Филиппис Дельфико, Томас Наст, Джеймс Тиссо и другие. Благодаря этим карикатурам журнал не забыт и в наши дни.